# Haplinis alticola
Haplinis alticola är en spindelart som beskrevs av A. David Blest och Vink 2002. Haplinis alticola ingår i släktet Haplinis och familjen täckvävarspindlar. Inga underarter finns listade i Catalogue of Life.